# Conduratu (okręg Prahova)
Conduratu – wieś w Rumunii, w okręgu Prahova, w gminie Baba Ana. W 2011 roku liczyła 1199 mieszkańców.